# Campesterol
Campesterol es un fitosterol cuya estructura química es similar a la del colesterol.

## Presencia natural
Muchas verduras, frutas, frutos secos y las semillas contienen campesterol, pero en bajas concentraciones. El plátano, la granada, la pimienta, el café, el pomelo, el pepino, la cebolla, la avena, la patata, y la hierba de limón (citronella) son algunos ejemplos de fuentes comunes que contienen campesterol en ~ 1-7 mg / 100 g de la porción comestible. En contraste canola y el aceite de maíz contienen tanto como 16-100 mg/100 g. Los niveles son variables y están influenciados por la geografía y ambiente de crecimiento. Además, las diferentes cepas tienen diferentes niveles de esteroles vegetales. Un número de nuevas cepas genéticas están siendo diseñado con el objetivo de producir variedades con alto contenido de campesterol y otros esteroles vegetales. También se encuentra en el café de diente de león .
Se llama así porque fue aislada por primera vez de la colza (Brassica campestris). Se cree que tienen efectos antinflamatorios. Se demostró que inhibe varios mediadores pro-inflamatorios y de degradación de la matriz normalmente implicados en la artrosis inducida por la degradación del cartílago.